# Trichina opaca
Trichina opaca är en tvåvingeart som beskrevs av Friedrich Hermann Loew 1864. Trichina opaca ingår i släktet Trichina och familjen puckeldansflugor. Arten har ej påträffats i Sverige. Inga underarter finns listade i Catalogue of Life.